# Вулгарни романи
„Вулгарни романи“ е поредица романи на писателя Христо Калчев, в която той с помощта на образи – прототипи – пресъздава живота на големите босове на организираната престъпност в България. В желанието си максимално реалистично да представи техните истории, писателят не спестява вулгарни изрази. Той сам нарича така поредицата си, тъй като по неговите думи „журналистите сами биха дали това определение след време“. Интересен факт, който не убягва на българската общественост е, че голяма част от предположенията му за следващите жертви на организираната престъпност в крайна сметка се сбъдват.